# NGC 140
NGC 140 là một thiên hà xoắn ốc trong chòm sao Tiên Nữ. Nó được phát hiện bởi Truman Henry Safford vào ngày 8 tháng 10 năm 1866.

## Thông tin lịch sử
Khám phá của Safford năm 1866 đã được xuất bản trong phần phụ lục của một bài báo tối nghĩa. Mười sáu năm sau, vào ngày 5 tháng 11 năm 1882, Edouard Stephan đã phát hiện ra cùng một vật thể, nhưng không biết gì về phát hiện trước đó của Safford. Phiên bản danh mục của Wolfgang Steinicke liệt kê Safford là người khám phá.